# Ponte ferroviario di Tongjiang-Nižneleninskoe
Il ponte di Tongjiang-Nižneleninskoe, chiamato anche in cinese 同江铁路大桥S e in russo Железнодорожный мост Нижнеленинское — Тунцзян?, è un ponte ferroviario che attraversa il fiume Amur collegando i centri abitati di Tongjiang, nella provincia cinese di Heilongjiang, e Nižneleninskoe, nell'Oblast' autonoma ebraica della Russia.

Inaugurato ad agosto 2021, è il primo ponte ferroviario fluviale a collegare Russia e Cina.

## Storia

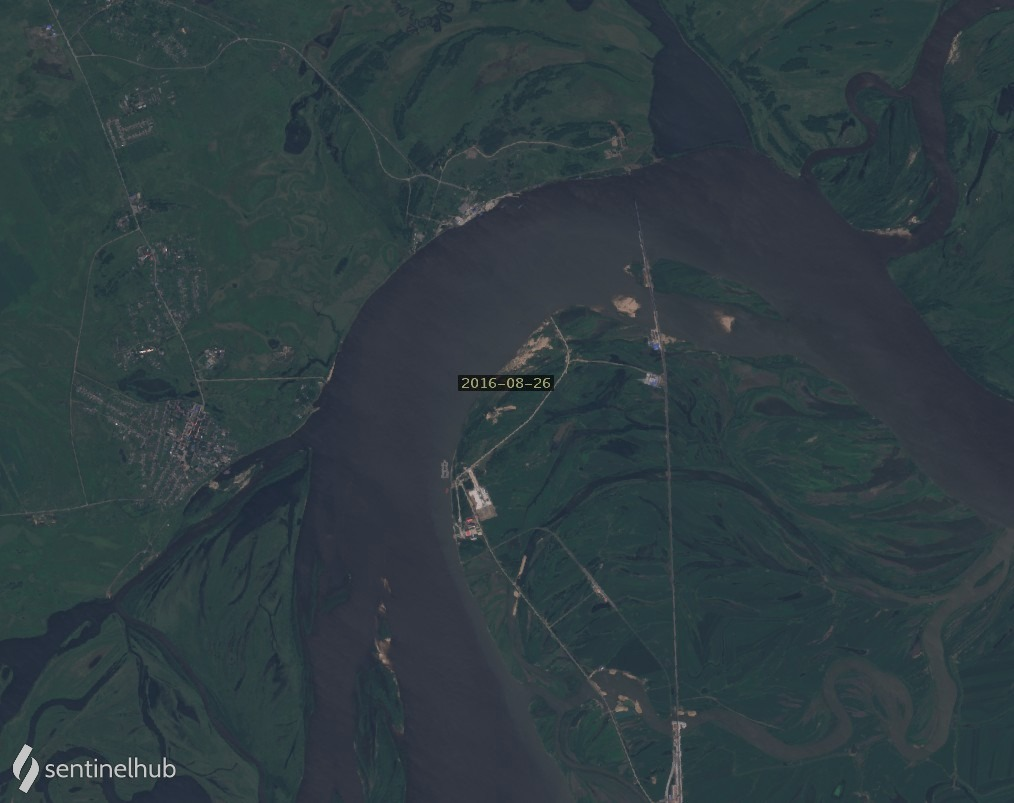
Vista satellitare del sito di costruzione nel 2016, con i lavori di costruzione in fase avanzata dal lato cinese a sud e ancora agli inizi sul lato russo del fiume a nord.

I primi preparativi per la costruzioni di un ponte ferroviario sul fiume Amur, che segna il confine tra la provincia di Heilongjiang e l'Oblast' autonoma ebraica al fine di favorire i commerci tra Cina e Russia iniziarono già negli anni '90 del XX secolo. Nel 2007 Valery Solomonovich Gurevich, vice governatore dell'Oblast' autonoma ebraica, annunciò che entro la fine di quell'anno i due paesi avrebbero iniziato i lavori di costruzione. Nella previsione iniziale i lavori sarebbero dovuti durare circa tre anni e costare l'equivalente di 230 milioni di dollari americani.
Nel 2008 venne annunciato il 2009 come nuova data di inizio dei lavori, ma intervennero nuovi ritardi e veri progressi negli accordi per la costruzione ebbero luogo solo nel 2013.
Il 26 febbraio 2014 con una cerimonia a cui parteciparono diverse autorità locali politiche e religiose venne posata la prima pietra del ponte dal lato russo. Nel novembre 2014 buona parte dei lavori del lato cinese del ponte (lunga 1886, mentre la parte di competenza russa è di 329 metri) erano già stati eseguiti, mentre quelli dalla parte russa del confine non erano ancora partiti.
Nel marzo 2019 la Russia ha completato la parte strutturale del lato di ponte di sua competenza collegandosi al lato cinese, i cui lavori erano già stati terminati nel 2018. Inizialmente la data di apertura era stata programmata per il settembre successivo, al termine delle operazioni di posa dei binari e delle opere di finitura. Tale data è stata in seguito posticipata alla fine del 2020, ma i lavori sono veramente terminati solo il 17 agosto 2021.
L'apertura parziale del ponte è prevista per la fine del 2021, mentre la struttura dovrebbe diventare pienamente operativa nel 2022.

## Descrizione

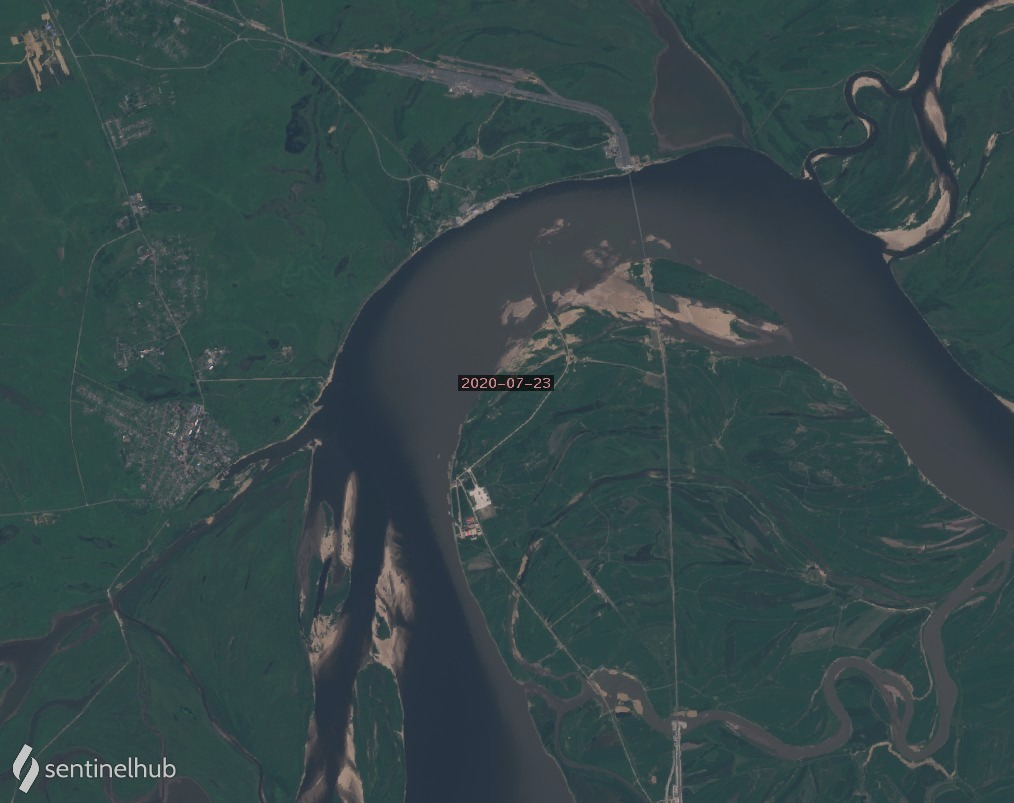
Vista satellitare del sito di costruzione nel 2020, con i lavori strutturali già completati.

Il ponte, che fa parte delle infrastrutture previste dalla Nuova via della seta per migliorare i commerci della Cina con l'Eurasia, ha una lunghezza complessiva di 2215 metri: 1886 di essi si trovano in territorio cinese, mentre i restanti 329 metri sono nella parte russa del confine. È composto da 20 campate a travatura reticolare in acciaio di 110 metri ciascuna, che poggiano su piloni di calcestruzzo armato. L'impalcato, che ospita il binario ferroviario, si trova a 15 metri al di sopra del livello medio del fiume. Oltre al ponte vero e proprio sono state realizzati anche alcuni chilometri di rampe di accesso, portando la lunghezza complessiva della struttura a 7194 metri.
Il ponte permette il passaggio di un solo convoglio ferroviario per volta, ad una velocità di progetto di 100 km/h. È stato stimato che permetterà il passaggio di 21 milioni di tonnellate di merci ogni anno, e di accorciare la distanza ferroviaria tra Tongjiang e Mosca di 809 chilometri, corrispondenti a 10 ore di viaggio.
Il progetto del ponte è stato eseguito dall'Istituto Giprostroymost di Mosca, in modo che rispettasse gli standard costruttivi di entrambi i paesi. In particolare, per permettere il passaggio sia ai treni russi che a quelli cinesi, è stato ideato un sistema con un doppio set di binari in grado di supportare sia lo scartamento ordinario da 1435 mm utilizzato in Cina sia lo scartamento largo russo da 1520 mm. In questo modo i treni russi sono in grado di attraversare completamente il ponte e raggiungere i depositi cinesi che si trovano a 15 km di distanza.
Una delle principali difficoltà incontrate durante i lavori è il fatto che in inverno le temperature della zona possono scendere fino a 40 gradi sotto zero, e a tali temperature non è possibile miscelare il calcestruzzo. Per questo motivo i lavoratori cinesi hanno costruito a pochi chilometri di distanza dal cantiere una serra riscaldata di 10.000 mq, dove la temperatura era mantenuta a circa 15 gradi, per offrire agli operai un luogo riscaldato durante le pause e poter preparare il calcestruzzo necessario ai piloni. Il materiale era poi caricato in cisterne avvolte in spesse coperte, affinché la temperatura fosse mantenuta abbastanza alta durante il trasporto al cantiere.